# Dicranella muelleri
Dicranella muelleri là một loài rêu trong họ Dicranaceae. Loài này được Schimp. ex Besch. mô tả khoa học đầu tiên năm 1872.